# Ernst von Krosigk (General, 1821)
Ernst Friedrich von Krosigk (* 21. August 1821 in Merseburg; † 14. Juli 1890 in Lütetsburg) war ein preußischer Generalleutnant.

## Leben

### Herkunft
Ernst war ein Sohn des Wirklichen Geheimen Rats und Regierungspräsident des Bezirks Merseburg Friedrich von Krosigk (1784–1871) und dessen Ehefrau Karoline, geborene von Leipziger (1796–1840). Der Landrat Kurt von Krosigk (1819–1898) war sein älterer Bruder.

### Militärkarriere
Krosigk besuchte das Berliner Kadettenhaus und wurde am 8. August 1839 als Sekondeleutnant dem 2. Garde-Regiment zu Fuß der Preußischen Armee überwiesen. Zur weiteren Ausbildung absolvierte er von Oktober 1842 bis Juli 1845 die Allgemeine Kriegsschule und nahm im März 1848 an den Unterdrückung der Straßenkämpfe in Berlin teil. Im Jahr darauf kam Krosigk anlässlich der Niederschlagung der Badischen Revolution beim III. Bataillon im 4. Garde-Landwehr-Regiment bei den Gefechten von Kirchheimbolanden, Kuppenheim, Förch und Niederbühl zum Einsatz. Nach drei zeitlich befristeten Kommandierungen zur Topographischen Abteilung des Großen Generalstabes und Verwendung als Regimentsadjutant wurde er Ende Oktober 1855 Adjutant beim Kommando der Gardeinfanterie. In dieser Eigenschaft avancierte er Mitte April 1856 zum Hauptmann. Kurzzeitig diente Krosigk als Adjutant der 2. Garde-Division, bevor er am 7. März 1857 in den Generalstab der 3. Division versetzt wurde. Zugleich war er ab Mitte Mai 1857 auch als Direktor der Vereinigten Divisionsschule des II. Armee-Korps tätig. Anfang Mai 1858 folgte seine Versetzung in den Generalstab des Gardekorps und Ende Juni 1859 in den Generalstab der 2. Garde-Division. Als Major wurde Krosigk am 7. Februar 1863 zum Kommandeur des I. Bataillons im Kaiser Franz Garde-Grenadier-Regiment Nr. 2 ernannt und in dieser Stellung stieg er Ende Juni 1864 zum Oberstleutnant auf. Bei der Mobilmachung anlässlich des Deutschen Krieges ernannte man ihn am 15. Juni 1866 zum Kommandanten des Großen Hauptquartiers. Krosigk nahm an der Schlacht bei Königgrätz teil und wurde nach dem Friedensschluss unter Stellung à la suite seines Regiments als Hofmarschall zum Kronprinzen Friedrich kommandiert.
Mit Patent vom 30. Oktober wurde Krosigk am 31. Dezember 1866 zum Oberst befördert und Ende Juni 1867 zum Kommandeur der Ehrenlegion ernannt. Unter Verleihung des Ritterkreuzes des Königlichen Hausordens von Hohenzollern wurde er am 10. September 1867 zu den Offizieren von der Armee versetzt und am 25. September 1867 zum Kommandeur des Anhaltischen Infanterie-Regiments Nr. 93 ernannt. Seinen Verband führte Krosigk 1870 im Krieg gegen Frankreich im Gefecht bei Beaumont. Im Anschluss daran kommandierte man ihn zur Führung der 13. Infanterie-Brigade, mit der er sich an den Kämpfen bei Sedan, Toul und Épinay-sur-Seine sowie der Belagerung von Paris beteiligte.
Ausgezeichnet mit beiden Klassen des Eisernen Kreuzes wurde Krosigk nach dem Frieden von Frankfurt unter Stellung à la suite seines Regiments zum Kommandeur der 2. Garde-Infanterie-Brigade ernannt und Mitte August 1871 zum Generalmajor befördert. Er erhielt Mitte September 1873 den Roten Adlerorden II. Klasse mit Eichenlaub und Schwertern am Ringe. Am 12. Dezember 1874 wurde er zum Kommandanten von Frankfurt am Main ernannt, bis man ihn am 11. Februar 1875 unter Verleihung des Charakters als Generalleutnant mit Pension zur Disposition stellte.
Er war Rechtsritter des Johanniterordens.

### Familie
Krosigk hatte sich am 2. November 1849 in Lütetsburg mit Pauline Gräfin zu Inn- und Knyphausen (1826–1854) verheiratet. Aus der Ehe ging der preußische Sekondeleutnant Ernst Friedrich Paul (1850–1877) und die Tochter Hyma (* 1852) hervor, die am 5. Juni 1894 in Hannover Egmont von Brünneck (1842–1916) heiratete.